# Длина сбоя фазы
Длина фазовой когерентности или длина сбоя фаз ({\displaystyle L_{\phi }}) — это расстояние, на котором электрон может сохранять свою фазовую когерентность при движении через кристалл. Длина фазовой когерентности {\displaystyle L_{\phi }} определяет возможность наблюдения квантовых эффектов в мезоскопических системах. Понимание и контроль механизмов, влияющих на фазовую когерентность, являются ключевыми для разработки новых электронных и квантовых устройств. Изучение этого параметра важно для исследования таких квантовых эффектов как интерференция и слабая локализация.

## Определение
Длина фазовой когерентности определяется как расстояние, на которое электрон может переместиться без потери информации о фазе своей волновой функции, и поэтому динамика частицы определяется уравнением Шрёдингера. Это расстояние можно выразить формулой:
{\displaystyle L_{\phi }=v_{F}\tau _{\phi }}
где {\displaystyle v_{F}} — скорость Ферми электрона, а {\displaystyle \tau _{\phi }} — время фазовой когерентности, представляющее среднее время между неупругими столкновениями.

## Механизмы рассеяния
Упругие процессы, такие как рассеяние на статических дефектах или примесях, не разрушают фазовую когерентность, так как они не вносят случайных изменений в фазу электрона. Упругие процессы можно описать с помощью уравнения Шредингера, где потенциальная энергия {\displaystyle U(r)} учитывает влияние рассеяния.
Основные механизмы, влияющие на длину фазовой когерентности, включают неупругие столкновения электронов с фононами и другими квазичастицами, а также электрон-электронные взаимодействия.
- Электрон-фононное взаимодействие: электроны рассеиваются на фононах при конечных температурах ({\displaystyle T}), передавая им часть своей энергии. Это изменяет фазу волновой функции электрона на случайную величину и уменьшает когерентность. Время электрон-фононного рассеяния ({\displaystyle \tau _{e-ph}}) зависит от температуры и может быть описано выражением:

{\displaystyle \tau _{e-ph}\sim {\frac {\hbar ^{2}\omega _{D}^{3}}{(k_{B}T)^{3}}}\,,}
где {\displaystyle \hbar } — редуцированная постоянная Планка, {\displaystyle \omega _{D}} — дебаевская частота, {\displaystyle k_{B}} — постоянная Больцмана.
- Электрон-электронное взаимодействие: электроны рассеиваются друг на друге, что также приводит к потере фазовой когерентности. Время электрон-электронного рассеяния ({\displaystyle \tau _{e-e}}) может быть выражено как:

{\displaystyle \tau _{e-e}\sim {\frac {\hbar \mu }{(k_{B}T)^{2}}}\,,}
где μ — энергия Ферми.
Температура сильно влияет на длину фазовой когерентности. При низких температурах (<1 К) основным механизмом фазовой декогерентности является электрон-электронное взаимодействие, что определяет {\displaystyle \tau _{\phi }\approx \tau _{e-e}}. При этих условиях длина фазовой когерентности в металлах может достигать порядка десятков микрометров. В реальных условиях, с учётом диффузионного характера движения электронов, длина фазовой когерентности уменьшается до порядка микрометра.